# Chilothorax planus
Chilothorax planus är en skalbaggsart som beskrevs av Koshantschikov 1894. Chilothorax planus ingår i släktet Chilothorax och familjen Aphodiidae. Inga underarter finns listade i Catalogue of Life.